# オイシックス・ラ・大地
オイシックス・ラ・大地株式会社（オイシックス・ラ・だいち、英: Oisix ra daichi Inc.）は、有機・無添加食品、ミールキットの通信販売を行う日本の企業。本社は東京都品川区。
有機野菜などの食品宅配専門スーパー「Oisix」および、有機野菜などのカタログ食品宅配「大地を守る会」、有機野菜などの個別宅配「らでぃっしゅぼーや」を運営している。また、2010年11月からは、初の店舗事業 を開始した。2017年10月、「株式会社大地を守る会」と経営統合し、2018年10月には「らでぃっしゅぼーや株式会社」とも経営統合をした。自然派食品宅配業界の最大手。
また食品ロス撲滅に向けての取り組みにも参加し、契約企業・団体、農家などで本来捨てられてきた食材を再利用し、乾物などの加工食品や、宅配給食・弁当のメニューなどに利用されている。
子会社には、移動スーパー事業を手掛ける「とくし丸」、米国のヴィーガン食のミールキット宅配「Purple Carrot」などが存在する。

## 概要
2000年6月、マッキンゼー・アンド・カンパニーに在籍していた高島宏平が代表となりオイシックス株式会社を設立。2017年7月、「大地を守る会」との経営統合に先駆けオイシックスドット大地株式会社へ商号変更。2017年10月、代表取締役会長に藤田和芳、代表取締役社長に高島宏平が就任。2018年1月、株式会社NTTドコモとの業務資本提携および「らでぃっしゅぼーや」のグループ化を発表。2018年7月、経営統合に先駆けオイシックス・ラ・大地株式会社」へ商号変更。同年10月、らでぃっしゅぼーや株式会社との経営統合を実施。
社名
自然食品を事業とする業界では、社名そのものが、生産者の主義・主張を感じるネーミングであることが多い中、消費者視点の言葉から社名を決定した。候補の中から、30代の女性にヒアリングを行い、最も支持されたものが選択された。また、インターネットで検索されることを考え、音で聞いた言葉をそのまま言うことのできるネーミングが良いということも考慮された。
2017年秋、有機野菜販売のパイオニア「大地を守る会」との経営統合に向け、2017年7月、商号を「オイシックスドット大地(株)」へ変更。由来は、「大地というドメインのうえに、おいしい食卓は成り立つ」 という考えから。同年10月、「大地を守る会」と合併による経営統合をし、本社を大崎へ移転。また、2018年10月の「らでぃっしゅぼーや」との経営統合に先駆け、同年7月、商号を「オイシックス・ラ・大地(株)」へ変更。ラ・大地は被合併会社（らでぃっしゅぼーやと大地を守る会）の一部の引用でもある。

## 沿革
- 2000年

6月 - オイシックス株式会社を設立。「Oisix」をオープン。
日商岩井株式会社と資本提携。
日本ヒューレット・パッカード社のベンチャー企業支援プログラムに、日本で初めて選出される。
8月 - 給食事業最大手のシダックスフードサービス株式会社と提携。
9月 - 食の安全を監査する第三者機関「食質監査委員会」を設立。
- 2001年7月 - 乳販店等を通じた店舗宅配事業を本格的に展開。
- 2004年7月 - インターネット通信販売事業でニッセンと業務提携。
- 2007年10月 - レシピブログポータルサイト「Oixi（オイシィ）」をオープン。
- 2009年12月 -「Oisix香港」をオープン。
- 2010年

3月 - 「Yahoo!ショッピング」と連携開始。
6月 - 株式会社リクルート（現・株式会社リクルートホールディングス）と資本提携。
11月 - 初の実店舗を恵比寿三越に出店。
- 2011年

3月 - 実店舗2号店目を二子玉川東急フードショーに出店。
4月 - 東日本大震災の影響で風評被害を受けている地方の商品に対し独自に放射性物質の線量検査。コーナー化し、販売を強化。
11月 - ギフト商品を扱うネット通販のウェルネスを買収（2012年4月吸収合併）。
- 2013年

3月 - 東京証券取引所マザーズに上場。
7月 - ミールキット「Kit Oisix」の展開開始。
9月 - 「Oixi（オイシィ）」の公開を停止しサイト閉鎖。
12月 - 店舗宅配事業を廃止。
- 2014年1月 - 実店舗3号店目を武蔵野市アトレ吉祥寺内に出店。
- 2016年5月 - 移動スーパーを運営する「とくし丸」を傘下に収める。
- 2017年

3月 - 株式交換により、株式会社大地を守る会を完全子会社化。
7月 - オイシックスドット大地株式会社へ商号変更。
10月 - 大地を守る会と合併による経営統合、本社オフィスを大崎へ移転。
- 2018年

2月 - らでぃっしゅぼーや株式会社を完全子会社化。
5月 - 茨城県と連携協定締結（本業で都道府県を対象とする初の協定）。
7月 - 商号をオイシックス・ラ・大地株式会社へ変更。
8月 - ケータリング事業を手がけるCRAZY KITCHENを子会社化
10月 - らでぃっしゅぼーや株式会社を吸収合併。
12月 - 米国市場への進出を見据え現地子会社Oisix Inc.を設立。
- 2019年

3月 - Oisixのサービスを紹介するテレビCMを放送実施
5月 - 米国のヴィーガン食のミールキット宅配「Purple Carrot」を子会社化
5月 - DEAN & DELUCAを運営する株式会社ウェルカムを三者割当増資を引き受ける資本提携により持分法適用関連会社化
- 2020年

4月 - 東京証券取引所第一部へ市場変更。
8月 - 大戸屋ホールディングスと業務提携。
- 2021年

3月 - 「HAPPY WOMAN AWARD for SDGs」企業部門賞を受賞
7月 - フードロス解決ブランド「Upcycle by Oisix」を開始
- 2022年
2月 - 元V6の坂本昌行、長野博、井ノ原快彦の3人で構成される20th Centuryを起用したTVCMを関東エリアで放送開始[22]。元V6の3人が「オイシックス」と間違えて呼ばれるCM内容[23] にあわせて、20th CenturyやV6のファンを中心に、「V6の曲や歌詞をオイシックスっぽくしよう」と Twitter上で「#オイシックスgroove」のハッシュタグを使った大喜利投稿が行われた。
4月 - 東京証券取引所「プライム市場」へ市場移行
6月 - 料理家の栗原はるみが創業した株式会社ゆとりの空間を資本提携により関連会社化[24]
8月29日 - シダックスに対して株式公開買い付け（TOB）を行うことを発表[25]。
10月31日 - 同月25日にシダックスに対してのTOBが成立したことに伴い、同社の筆頭株主になると共に持分法適用関連会社にした[26]。
- 2023年
5月 - 旬八青果店を運営する株式会社アグリゲートを関連会社化[27]。
10月26日 - 2024年シーズンからイースタン・リーグに加盟予定のプロ野球チーム・新潟アルビレックス・ベースボール・クラブとの間で資本提携並びにメインスポンサー契約を締結し、同球団の命名権を取得。同年11月1日からの球団名を「オイシックス新潟アルビレックス・ベースボール・クラブ」とした[28][29]。
- 2024年
1月 - シダックスを子会社化[30]。

## トラブル
- 2022年1月24日、オイシックス・ラ・大地は配送トラブルが頻発していることを謝罪する発表を行った[31]。空箱が届く、メイン食材が欠品などのトラブルが発生しているという[31]。1月18日に既存の物流センター「ORD海老名物流センター」から新たな物流センター「ORD新海老名ステーション」への移転を進める際に庫内作業の遅れが発生し、食材宅配サービスの発送遅れや欠品、中止が相次いだ[31]。新物流センターへの移転は2024年に行う予定だったが、コロナ禍における需要拡大によって前倒しで移転作業を進めていた[31]。
- 2024年2月12日、オイシックス・ラ・大地会長の藤田和芳が2023年から行われている東京電力福島第一原子力発電所のALPS処理水放出について、「放射能汚染水を流し始めた」などと自身のX（旧・Twitter）に投稿。物議を醸すと共に批判が相次いだ。これを受けて、オイシックス・ラ・大地は「当社の考えとは全く異なり、不必要な不安を煽り、根拠のない風評被害に発展する可能性があるものとして、極めて不適切で容認できるものではない」として、謝罪すると同時に藤田を厳重注意した[32][33][34]。その後、藤田は会長職を辞任すると共に社長の高島宏平も2024年3月末までの役員報酬を一部返上することを同年2月22日に発表した[35]。

## テレビ番組
- 日経スペシャル ガイアの夜明け 有機野菜を身近に～食の安全に挑む新ビジネス～（2008年2月19日、テレビ東京）[36]
- 日経スペシャル カンブリア宮殿（テレビ東京）
  - 「メイド・イン・ジャパンで 食糧危機に立ち向かえ!」（2008年5月5日）- 出演：大地 社長 藤田和芳[37]。
  - "インターネットに野菜をのせろ!"若手社長が目指す"食のインフラ革命"（2012年9月6日）- 出演：オイシックス 代表取締役社長 髙島宏平[38]。
  - おいしい野菜宅配トップ3が大連合!～顧客調査で急成長する食卓革命の全貌～（2019年8月29日）- 出演：オイシックス･ラ･大地 社長 髙島宏平[39]。

## 書籍

### 関連書籍
- 『いのちと暮らしを守る株式会社 ネットワーキング型のある生活者運動』（著者:藤田和芳 小松光一）（1992年7月13日、学陽書房）ISBN 978-4313810679
- 『農業の出番だ！ 「THAT'S国産」運動のすすめ』（著者:藤田和芳）（1995年10月26日、ダイヤモンド社）ISBN 978-4478941188
- 『ダイコン一本からの革命 環境NGOが歩んだ30年』（著者:藤田和芳）（2005年11月5日、工作舎）ISBN 978-4875023890
- 『畑と田んぼと母の漬けもの「大地を守る」社会起業家の原風景』（著者:藤田和芳）（2010年10月18日、ビーケイシー）ISBN 978-4939051463
- 『有機農業で世界を変える　ダイコン一本からの「社会的企業」宣言』（著者:藤田和芳）（2010年11月10日、工作舎）ISBN 978-4875024330
- 『ライフ・イズ・ベジタブル オイシックス創業で学んだ仕事に夢中になる8つのヒント 』（著者:高島宏平）（2012年6月27日、日本経済新聞出版社）ISBN 978-4-532-16821-6
- 『ぼくは「技術」で人を動かす 今いるメンバーで結果を出す{チームリーダー}のレシピ』（著者:高島宏平）（2015年2月1日、ダイヤモンド社）ISBN 978-4-478-02652-6